# برمنغنات الفضة
برمنغنات الفضة هو مركب كيميائي غير عضوي ويُرمز له بالصيغة الكيميائية AgMnO4. لونه أرجواني بلوري ويمتلك نظام بلوري أحادي الميل.
يتفكك هذا المركب عندما تتم تدفئته أو مزجه مع الماء، وقد يؤدي تسخينه ضمن حرارة عالية إلى الانفجار. هذا المركب يُستخدم في قناع الغاز.

## الإنتاج
يمكن أن يَنتج هذا المركب عن طريق التفاعل الكيميائي بين نترات الفضة وبرمنغنات البوتاسيوم
AgNO3 + KMnO4 → AgMnO4 + KNO3